# Campeonato Mundial de Tiro de 1909
El XIII Campeonato Mundial de Tiro se celebró en Hamburgo (Alemania) en el año 1909 bajo la organización de la Federación Internacional de Tiro Deportivo (ISSF) y la Federación Alemana de Tiradores.

## Resultados

### Masculino
| Evento                             | Oro                                | Plata                            | Bronce                                    |
| ---------------------------------- | ---------------------------------- | -------------------------------- | ----------------------------------------- |
| Rifle 3 posiciones 300 m           | Konrad Stäheli · Suiza · 1009 pts. | Achille Paroche Francia 987 pts. | Paul Van Asbroek · Bélgica · 987 pts.     |
| Rifle 3 posiciones 300 m (equipos) | Suiza · 4840                       | Francia 4838                     | Bélgica · 4748                            |
| Rifle en pos. tendida 300 m        | Konrad Stäheli · Suiza · 348       | Achille Paroche Francia 347      | Attilio Conti Italia 347                  |
| Rifle en pos. de rodillas 300 m    | Caspar Widmer · Suiza · 351        | Konrad Stäheli · Suiza · 349     | Attilio Conti Italia 348                  |
| Rifle en pos. de pie 300 m         | Emil Pachmayer Alemania 334        | André Parmentier Francia 329     | Marcel Meyer de Stadelhofen · Suiza · 326 |
| Pistola 50 m                       | Paul Van Asbroek · Bélgica · 518   | Eduard Schmeisser Alemania 512   | Konrad Stäheli · Suiza · 510              |
| Pistola 50 m (equipos)             | Alemania 2509                      | Suiza · 2450                     | Francia 2388                              |

## Medallero
| Núm. | País     | Oro | Plata | Bronce | Total |
| ---- | -------- | --- | ----- | ------ | ----- |
| 1    | Suiza    | 4   | 2     | 2      | 8     |
| 2    | Alemania | 2   | 1     | 0      | 3     |
| 3    | Bélgica  | 1   | 0     | 2      | 3     |
| 4    | Francia  | 0   | 4     | 1      | 5     |
| 5    | Italia   | 0   | 0     | 2      | 2     |
|      | TOTAL    | 7   | 7     | 7      | 21    |